# 襄樂公主
襄樂公主（？—？），河南郡洛阳县（今河南省洛阳市东）人，西魏文帝元宝炬之女。
韦孝宽儿子韦谌虚龄十岁时，魏文帝元宝炬想要把女儿嫁给韦谌。韦孝宽认为哥哥韦敻之子韦世康比韦谌年长而推辞。元宝炬很赞赏韦孝宽，于是就把女儿嫁给韦世康。